# Росселли, Франческо
Франческо Росселли ди Лоренцо (итал. Francesco Rosselli di Lorenzo; 1445, Флоренция — до 1513, Флоренция) — итальянский художник-миниатюрист, рисовальщик и гравёр географических карт. Его называли картографом, хотя его деятельность не предполагала каких-либо географических изысканий и, вероятно, ограничивалась гравированием, украшением и продажей карт, созданных другими. Росселли награвировал множество карт, в том числе одну из первых печатных карт мира, изображающую Америку после путешествий Христофора Колумба. Приписывание ему многих других гравюр является предметом споров, из-за расхождений манер, в которых они выполнены, возможно, в результате того, что в мастерской Росселли работали и другие мастера.

## Биография
Франческо Росселли был сыном флорентийского каменщика Лоренцо ди Филиппо и его третьей жены Нанны (отец умер до августа 1451 г.). О годах его обучения ничего неизвестно, кроме того, что членами семьи были другие художники: сводный брат Козимо, брат Козимо художник-декоратор Кименти и художник-иллюстратор Франческо ди Антонио дель Кьерико.
Франческо рисовал миниатюры в манускриптах XV века, созданных во Флоренции, в том числе копии «Географии» Птолемея и литургические произведения для городского собора Санта-Мария-дель-Фьоре. Так называемая Тавола Строцци (Tavola Strozzi), гравированный вид на Неаполитанский залив, изображающий возвращение арагонского флота после битвы при Искье, иногда приписывается его руке. На манеру гравирования Росселли повлияли картины его товарища-флорентийца Сандро Боттичелли. Среди его самых известных работ — серия из пятнадцати гравюр «Жизнь Девы Марии и Христа».
В 1480-х годах Росселли по причине материальных трудностей (неоплаченных долгов) оставил свою жену и детей со своим сводным братом Козимо и уехал из Флоренции в Венгрию, где выполнял географические карты для венгерского короля Матиаша Корвина.
По возвращении во Флоренцию он открыл магазин по продаже гравюр. Магазин Франческо Росселли был первым, в котором изготавливались и продавались карты на коммерческой основе. Однако существуют только две гравюры, подписанные Франческо, среди более чем восьмидесяти работ. Росселли, возможно, был гравёром некоторых «новых» карт в изданиях «Географии» Птолемея, опубликованных во Флоренции в 1480—1482 годах. Он также был зарегистрирован в Венеции в 1506 и 1508 годах. В 1506 году его имя появилось вместе с именем венецианца Джованни Маттео Контарини на знаменитой карте мира («Планисфера Контарини»), которая является старейшей сохранившейся печатной картой, изображающей часть Американского континента. Единственная известная сохранившаяся копия находится в Британской библиотеке. Карта мира Росселли 1508 года стала первой картой, нарисованной в «овальной проекции».

## Галерея

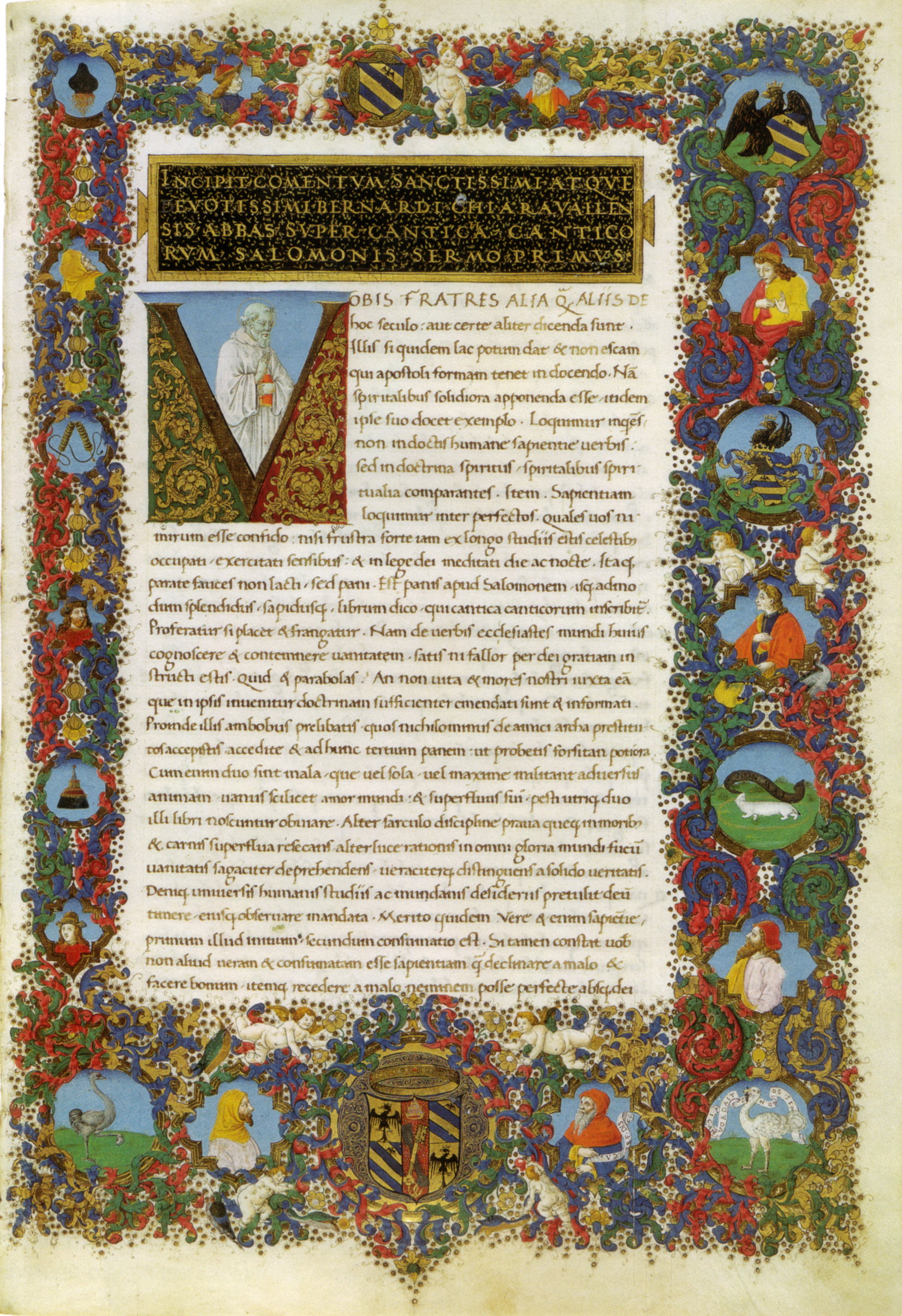
Страница иллюминированного манускрипта «Sermones in canticorum». Ватиканская библиотека
Планисфера Контарини-Росселли. 1506
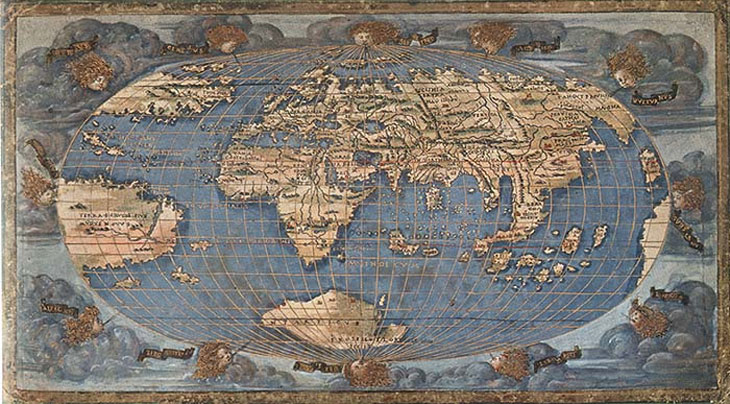
«Овальная карта мира». 1508. Раскрашенная гравюра на меди. Морской музей, Гринвич
Карта мира в «овальной проекции». 1532
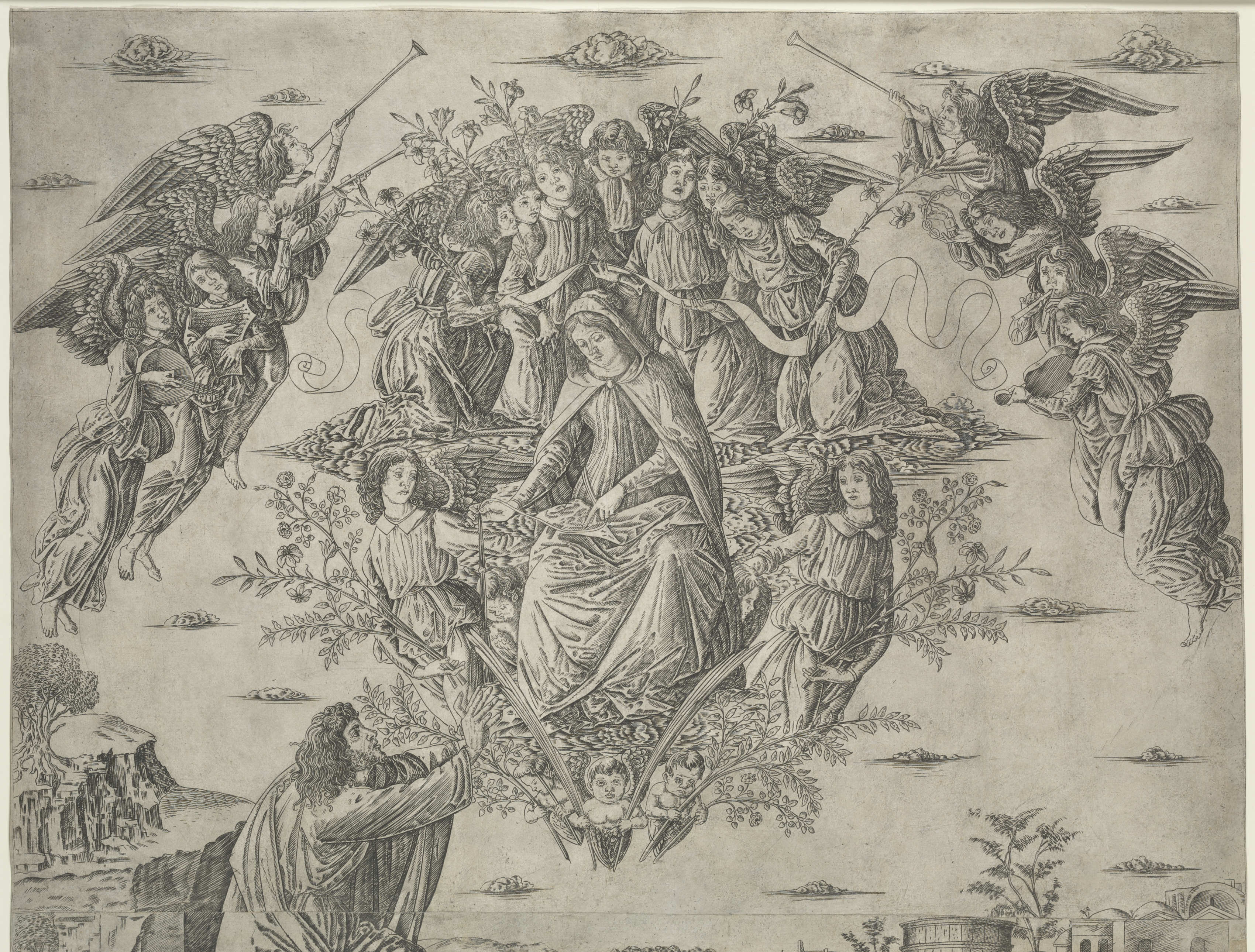
Вознесение Мадонны. 1490. Гравюра резцом на меди
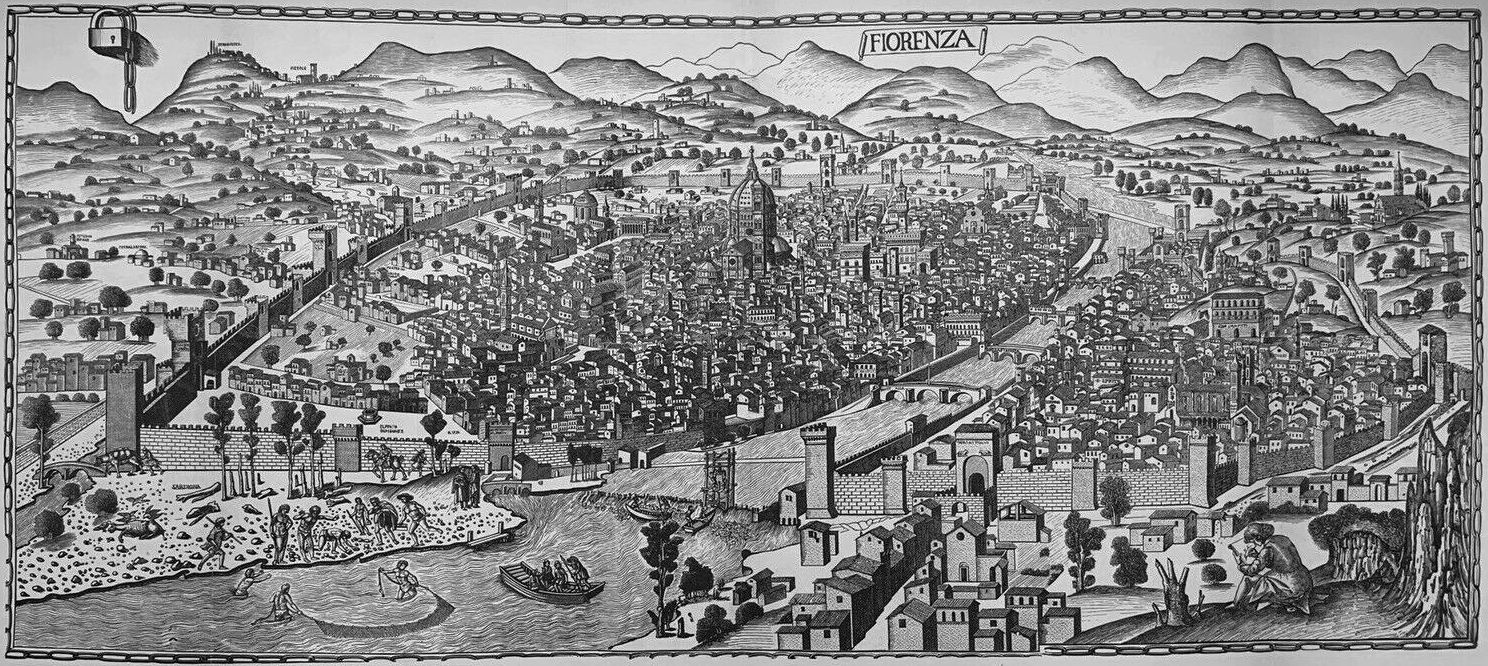
Вид Флоренции «с цепью». 1480-е годы. Гравюра на дереве
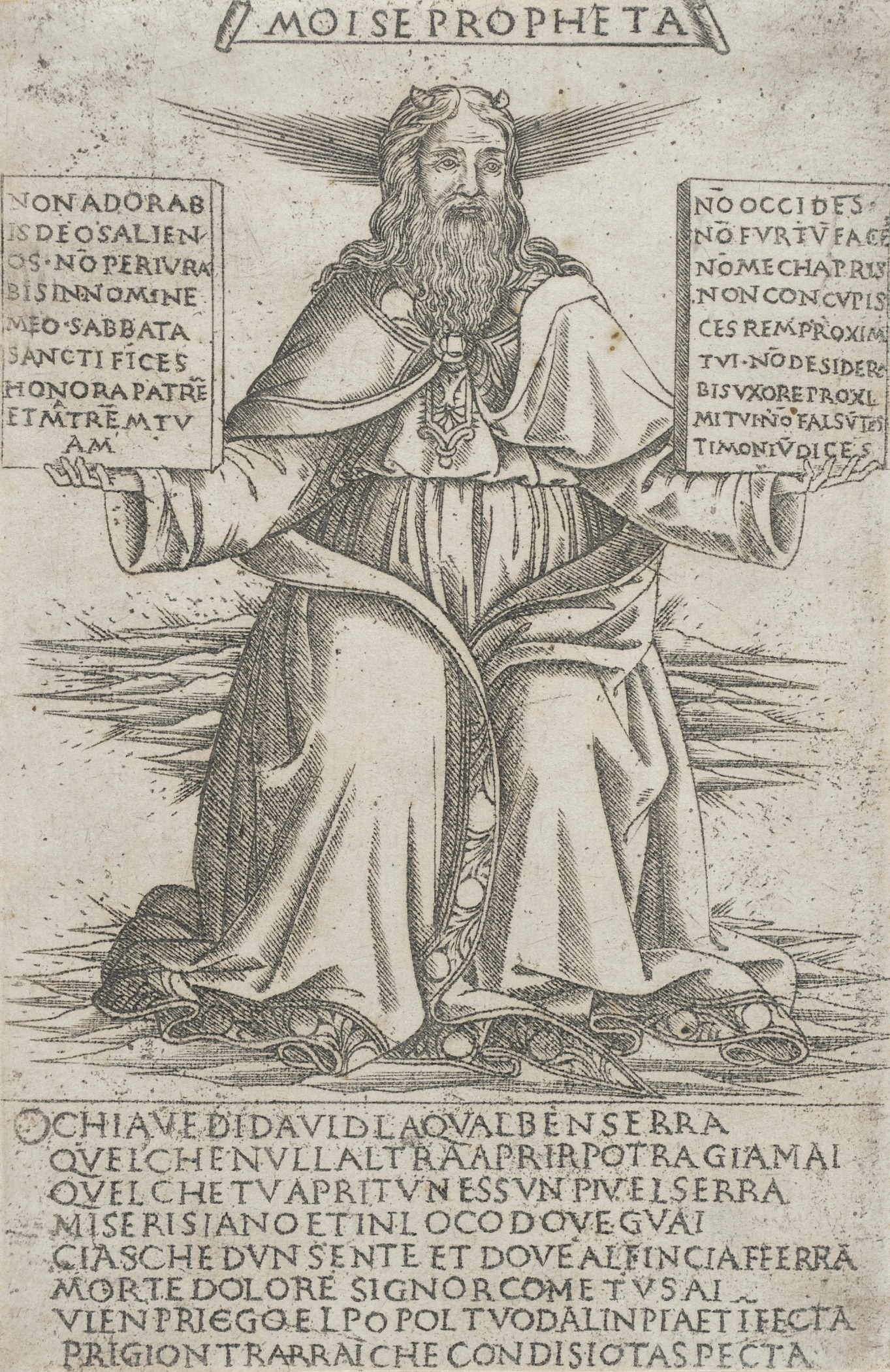
Пророк Моисей. 1475-1480. Гравюра резцом на меди